# Olive Wilton

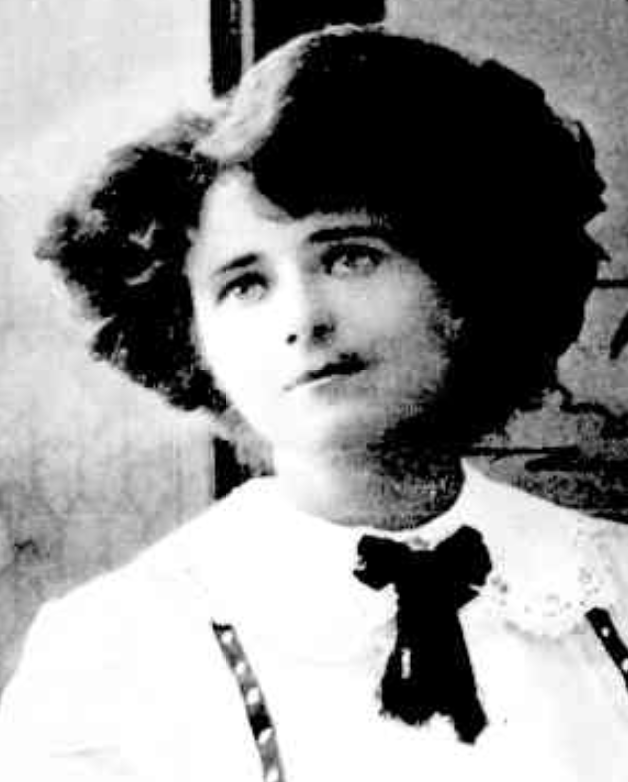
Olive Wilton

Olive Dorothea Graeme Wilton (* 17. April 1883 in Bath, Somerset, England; † 8. Juni 1971 in Hobart, Tasmanien, Australien) war eine australische Schauspielerin mit englischer Herkunft.

## Leben
Wilton war die Tochter von John Gauler Wilton und Agnes Emily Wilton, geborene Kitching. Ihre schulische Bildung erhielt Wilton im Hausunterricht und später auf der Bathwick Ladies' School. Anschließend durfte sie auf die Ben Greet School für Schauspiel in London.

## Filmografie
- 1906: The Man from Mexico
- 1906: The Vagabond and The Talk of the Town
- 1910: The Squatter's Daughter
- 1910: The Winning Ticket
- 1911: The Christian
- 1911: My Mate, or a Bush Love Story
- 1912: The Girl of the Never Never
- 1917: Daddy Long Legs
- 1927: A Bill of Divorcement
- 1938: Daybreak